# Laguna Tajzara
La Laguna Tajzara o Laguna Taxara, es uno de los lagos de las Lagunas de la Pampa de Tajzara o Taxara, al oeste de la Cordillera de Sama al sur de Bolivia. Se ubica en el municipio de Yunchará de la provincia de José María Avilés en el oeste del departamento de Tarija. En 2022 la laguna fue declarada Paisaje Natural y Cultural de Bolivia.

## Ubicación
El lago sin desagüe está ubicado en la parte sur de la meseta semiárida del altiplano bajo o subandino boliviano y está rodeado por picos montañosos que se elevan a una altitud de alrededor de 4.000 m s. n. m. El lago está a una altitud de 3.663 m y tiene una superficie de unas 434 hectáreas, pero esta está sujeta a fluctuaciones dependiendo de las precipitaciones y la estación. El lago tiene una alta salinidad debido a la falta de drenaje. Sin embargo, el agua se utiliza para la agricultura, lo que en relación con el cambio climático puede provocar un secado parcial en invierno cuando hay poca lluvia.

## Turismo
La laguna es conocida por el alojamiento temporal de decenas de especies de aves como flamencos, patos y gaviotas. Es por tanto un destino turístico para los visitantes de las ciudades del sur de Bolivia. También pasa por una sección de antiguos caminos preincaicos que llega hasta sectores de la provincia Gran Chaco, lo cual lo hace un motivo turístico para hacer trekking.

## Geografía

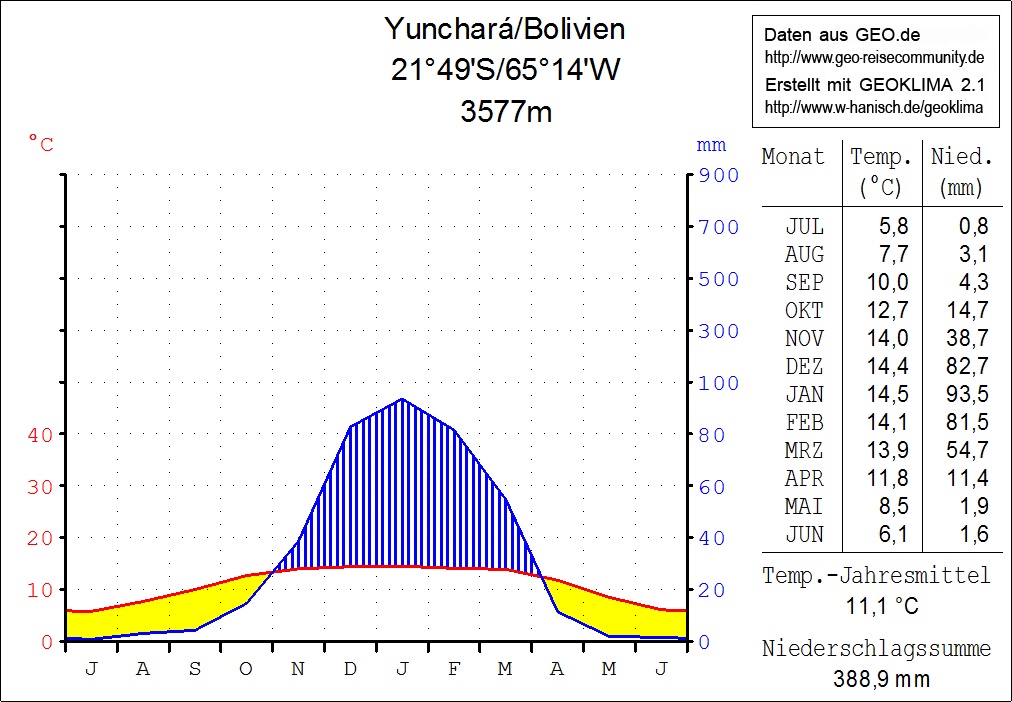
Diagrama climático de Yunchará.

La Laguna Tajzara es uno de varios lagos en la meseta sin drenaje de la Pampa de Tajzara. Debido a la ubicación en el interior, el clima es fresco y seco con una cierta humedad; y, se caracteriza por un clima diurno típico en el que las fluctuaciones de temperatura entre el día y la noche suelen ser significativamente mayores que las fluctuaciones estacionales.
La temperatura media anual es de 11 °C y fluctúa solo levemente entre unos 6 °C en junio/julio y unos 14 °C de noviembre a marzo (ver diagrama climático Yunchará). La precipitación anual es de poco menos de 400 mm, con una estación seca pronunciada de abril a octubre con una precipitación mensual inferior a 15 mm, y un período de humedad de diciembre a febrero con 80 a 95 mm de precipitación mensual.

## Población
La Pampa de Tajzara tiene solo un asentamiento menor. Las localidades destacadas son Pasajes a 2 kilómetros al sur de Laguna Tajzara con 76 habitantes, y Copacabana a 3 kilómetros al sur de Laguna Grande con 49 habitantes (INE 2012).